# Ju Dou
Ju Dou is een Chinese film van Zhang Yimou uit 1990.

## Verhaal
Het verhaal speelt zich af in een bergdorp in China in de jaren twintig van de 20e eeuw. Yang Jin-Shan is de eigenaar van een stoffenververij. Hij is een oude man die droomt van een erfgenaam aan wie hij zijn bezittingen kan nalaten. Hij koopt daarom het mooie boerenmeisje Ju Dou (gespeeld door Gong Li) als bruid. Omdat hij haar niet zwanger kan maken, mishandelt hij haar. De neef van haar man werkt in de ververij. Hij krijgt belangstelling voor de vrouw en wat haar overkomt. Ze beginnen een geheime relatie en Ju Dou krijgt een kind.

## Rolverdeling
| Acteur      | Personage     |
| ----------- | ------------- |
| Gong Li     | Ju Dou        |
| Li Baotian  | Yang Tianqing |
| Li Wei      | Yang Jinshan  |
| Yi Zhang    | Yang Tianbai  |
| Zheng Ji'an | Tianbai       |